# Lac Singkarak
Le lac Singkarak (Indonésien: Danau Singkarak) est un lac de Sumatra en Indonésie. 
Le lac est situé entre les villes de Padang et Solok dans la province de Sumatra occidental.
Il a une superficie de 107.8 km², avec une longueur d'environ 21 km et une largeur de 7 km. Le débouché naturel pour l'eau en excédent est la rivière Ombilin qui coule vers l'est, un affluent du fleuve Indragiri qui se jette dans le détroit de Malacca.
Un projet hydroélectrique a toutefois détourné la plupart des sorties lac Anai à la rivière qui coule vers l'ouest dans l'Océan Indien, près de Padang. Cette  centrale de Singkarak utilise cette eau pour produire de l'électricité pour les provinces de Sumatra occidental et de Riau. 
Une espèce de poisson appelée ikan bilih (Mystacoleucus padangensis) est endémique du lac, et est récoltée pour la consommation humaine. 
Une ligne de chemin de fer, qui relie Padang et Sawahlunto-Sijunjung, jouxte la longueur du lac sur la côte est.

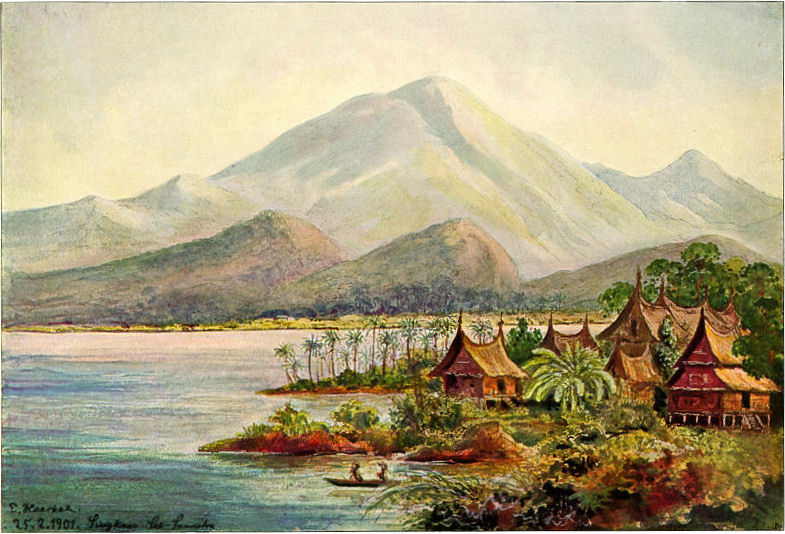
Peinture du lac Singkarak en 1901